# Z (gra komputerowa)
Z – komputerowa strategiczna gra czasu rzeczywistego, stworzona w 1996 roku przez Bitmap Brothers. Fabuła gry opisuje międzyplanetarną wojnę dwóch armii robotów (czerwonych i niebieskich). Druga część, Z: Steel Soldiers, została wydana w 2001 roku.

## Rozgrywka
W przeciwieństwie do tradycyjnych gier RTS, w Z zbieranie surowców czy budowanie fabryk nie jest potrzebne do stworzenia armii. Zamiast tego, region i budynki w jego ramach są zajmowane poprzez przesunięcie jednostek na odpowiednią flagę. Również produkcja samych jednostek nie wymaga surowców, a jedynie czasu. Im więcej regionów jest pod kontrolą gracza, tym mniej czasu jest wymagane. Mocniejsze jednostki są produkowane dłużej.
Celem gry jest wyeliminowanie przeciwnika poprzez zniszczenie jego Fortu. Można to zrobić zarówno wysyłając jednostkę do jego wnętrza, albo zwyczajnie go ostrzeliwując. Zniszczenie wszystkich jednostek wroga również powoduje wygraną.
Na początku każdej misji, każda ze stron ma kontrolę tylko nad regionem wokół Fortu oraz kilka jednostek. Zazwyczaj na mapie są rozrzucone niezajęte przez nikogo działka i pojazdy. Wysłanie do nich robota powoduje przejęcie tej jednostki, a przydzielony robot pozostanie w działku lub pojeździe jako pilot.
Gra ta znacząco różni się od innych tego typu: na przykład kierowcy pojazdów mogą odnosić obrażenia, a jeśli zostaną zniszczeni, pojazd staje się pusty i może być ponownie zajęty.

## Klimat
Gra przepełniona jest specyficznym humorem. Kiedy roboty nie są niczym zajęte, zaczynają się opalać, grać w karty, palić cygara, polować na króliki i pingwiny (na arktycznej planecie). Reakcje i zachowania robotów są bardzo ludzkie.

## Światy
Walka rozgrywa się na kilku planetach, po 4 misje na każdej. Kiedy jedna z planet zostaje zajęta, statek transportowy przenosi armię na kolejną. Światy podzielone są na 5 poszczególnych typów:
- pustynny: suche, otwarte i skąpe w roślinność środowisko. Można napotkać tam rzeki, a także wyspy, na których czasem umiejscowione są flagi do zajęcia regionów. Roboty mogą przechodzić przez wodę.
- wulkaniczny: znacznie bardziej nieprzyjazne środowisko. Zamiast wody występuje lawa, przez którą nic nie może przejść.
- arktyczny: zamarznięty świat pełen śniegu i lodu.
- dżungla: zielony świat bogaty w bagna i rozpadliny. Krokodyle obecne w bagnach pożerają roboty, które są zbyt blisko.
- miasto: rozpadający się kompleks przemysłowy, gdzie niebezpieczeństwo czyha na każdym rogu. Potwory kanałowe napadają na roboty, które przechodzą przez wodę.